# Шкуратівська сільська рада
Шкура́тівська сільська́ ра́да — колишній орган місцевого самоврядування в Білопільському районі Сумської області. Адміністративний центр — село Шкуратівка.

## Загальні відомості
- Населення ради: 920 осіб (станом на 2001 рік)

## Населені пункти
Сільській раді підпорядковані населені пункти:
- с. Шкуратівка
- с. Нагірнівка
- с. Цимбалівка
- с. Череватівка

## Склад ради
Рада складається з 12 депутатів та голови.
- Голова ради: Москаленко Наталія Анатоліївна
- Секретар ради: Захарченко Валентина Миколаївна

### Керівний склад попередніх скликань
| Прізвище, ім'я, по батькові    | Основні відомості                                                                    | Дата обрання | Дата звільнення |
| ------------------------------ | ------------------------------------------------------------------------------------ | ------------ | --------------- |
| Москаленко Наталія Анатоліївна | Сільський голова, 1971 року народження, освіта вища, позапартійна                    | 26.03.2006   | 31.10.2010      |
| Москаленко Наталія Анатоліївна | Сільський голова, 1971 року народження, освіта вища, Політична партія «Наша Україна» | 31.10.2010   |                 |

Примітка: таблиця складена за даними сайту Верховної Ради України